# Nora Berrah
Nora Berrah es una física argelina que estudia cómo interactúan la luz y la materia. Se desempeña como profesora en la Universidad de Connecticut, donde anteriormente fue presidenta del departamento de física.

## Biografía
Obtuvo un diploma en física en 1979 por la Universidad de Argel. Completó su doctorado en 1987 en la Universidad de Virginia. Trabajó en el Laboratorio Nacional Argonne de 1987 a 1992 y se convirtió en profesora en la Universidad Western Michigan en 1999. Se mudó a la Universidad de Connecticut en 2014.
Fue elegido miembro de la Sociedad Estadounidense de Física en 1999. En 2014 ganó el Premio Davisson-Germer en Física Atómica o de Superficies "por experimentos pioneros sobre la interacción de átomos, moléculas, iones negativos y grupos con fotones de rayos X suaves y ultravioleta de vacío ionizantes". Fue elegida miembro de la Asociación Estadounidense para el Avance de la Ciencia (AAAS) en 2018 y su mención es por "por sus distinguidas contribuciones al campo de la dinámica molecular, en particular por ser pionera en la ciencia no lineal que utiliza láseres de electrones libres de rayos X y espectroscopia utilizando fuentes de luz sincrotrón". Fue elegida miembro de la Academia Estadounidense de Artes y Ciencias en 2019.